# 日運
日運（にちうん、文明16年（1484年） - 没年不詳）は、戦国時代から安土桃山時代にかけての日蓮宗の僧。美濃国守護代、斎藤利藤の末子、兄に長井利隆、幼名、毘沙童。別名、南陽坊、日護坊。

## 略歴
明応4年（1495年）、父・斎藤利藤は斎藤妙純に敗れて既に実権を失っていた。しかし、美濃国守護の土岐成頼が嫡男の土岐政房より末子の土岐元頼を溺愛したため、斎藤妙純の重臣である石丸利光は土岐元頼と斎藤利藤の嫡孫・利春を擁立し斎藤妙純に対し反乱を起こした。しかし利春は対陣中に病により早世したため、利藤の末子である毘沙童が代わりに擁立されることとなった。この合戦は翌明応5年（1496年）、石丸氏が破れて滅亡、土岐元頼は自刃、土岐成頼と斎藤利藤は守護と守護代の座を失ってそれぞれ舎衛寺、明台寺で隠居、13歳であった毘沙童は助命されて僧とされた（船田合戦）。
毘沙童は南陽坊と名を変え、妙覚寺 (京都市)に入り日善上人に師事した。２歳年上の兄弟子には法蓮房（斎藤道三の父）が居たという。南陽坊は教養があり賢かったため高僧となり、永正13年(1516年)には長井豊後守利隆に招かれて美濃に帰国、日運と名乗り、妙覚寺の末寺であった常在寺の住職となった。松波庄五郎は日運を頼って美濃国に下向したとされる。没年は不詳。常在寺住職は斎藤道三の遺児である日饒が継いで5世となった。日饒は後に妙覚寺19世住職となった。

## 登場する作品
- 国盗り物語 - 昭和48年（1973年）・NHK大河ドラマ、演：鈴木瑞穂
- 麒麟がくる - 令和2年（2020年）・NHK大河ドラマ、演：有福正志